# Lauro de Freitas
Lauro de Freitas es un municipio del estado de Bahía, compone la Región Metropolitana de Salvador (RMS) y forma parte del llamado "Litoral Norte". Según el IBGE, su población es estimada en 203.331 habitantes, aproximadamente 3.509,22hab/km². El municipio es dueño del segundo PIB que más crece en el país y es considerado también el cuarto municipio que más generó empleo en el año de 2009.

## Historia

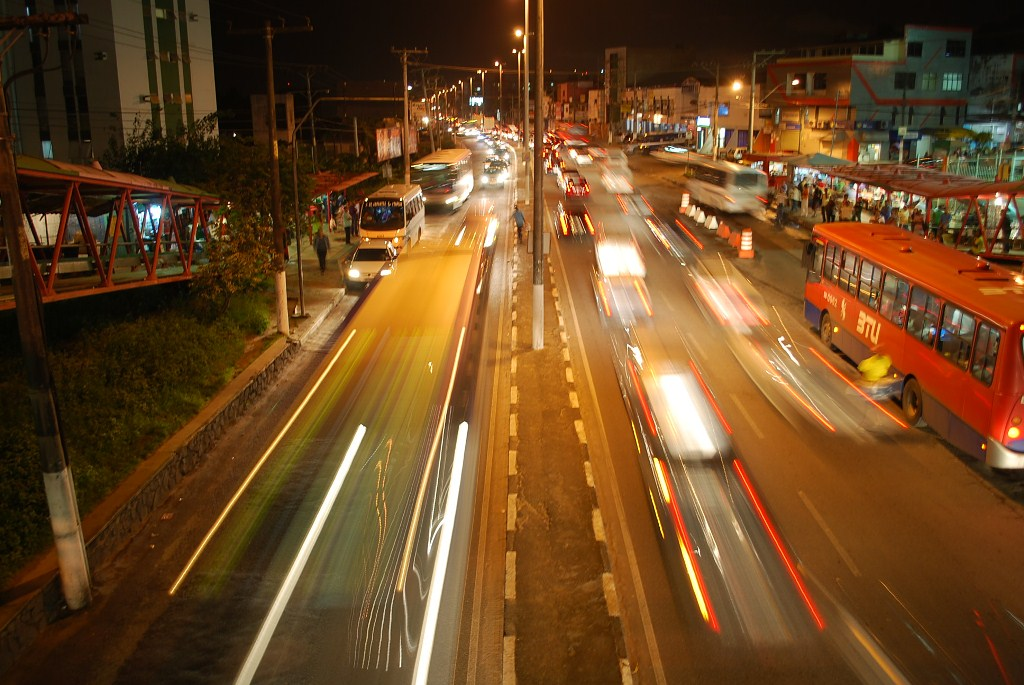
Ciudad Luaro de freitasl.

Originalmente, Lauro de Freitas pertenecía a Salvador, hasta que en 1880 pasó al distrito de Montenegro, actual Camaçari. En 1932 retornó a Salvador, hasta que el 31 de julio de 1962 fue transformado en municipio. Once años después pasó a integrar la Región Metropolitana de Salvador.

## Geografía

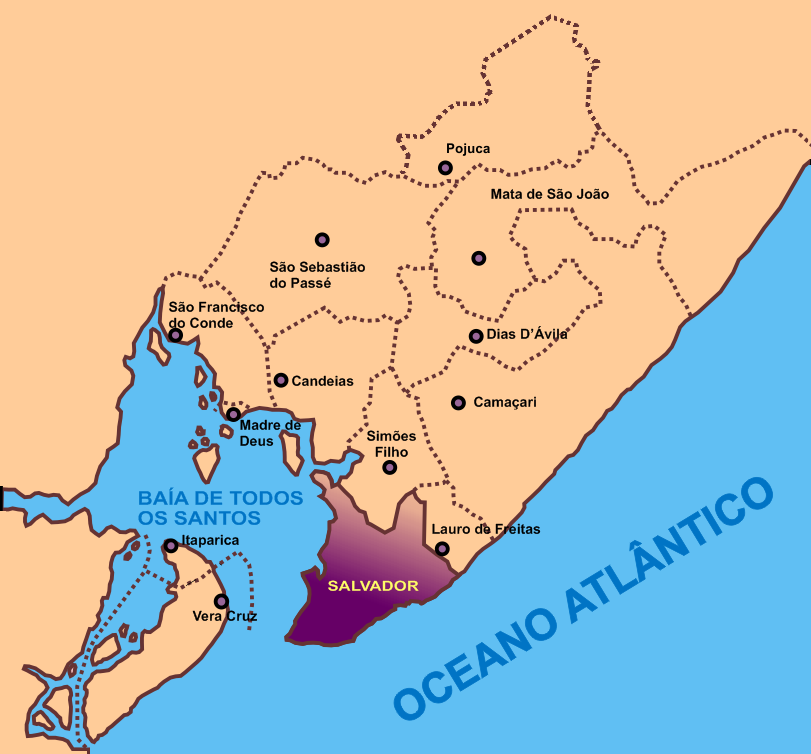
R.M. de Salvador, en importancia Salvador.

Lauro de Freitas está localizado al norte de la capital baiana, en la región del Litoral Norte de Bahía. 
Posee una clima tropical caliente húmedo de temperaturas medias anuales equivalentes a 24°C. Los períodos lluviosos son en el mes de abril y de junio con una precipitación media anual de 1800 mm.
Los ríos principales del municipio son el Río Joanes, que desagua en el Océano Atlántico y separa Lauro de Freitas y Camaçari, y el Río Ipitanga, que corta la ciudad desaguando en el Joanes. 
La unidad de conservación del municipio que se destaca como apta para la práctica del ecoturismo es el Área de Protección Ambiental Joanes/Ipitanga con cerca de 22 mil hectáreas de bosque atlántico.